# Địa chất Sao Thủy

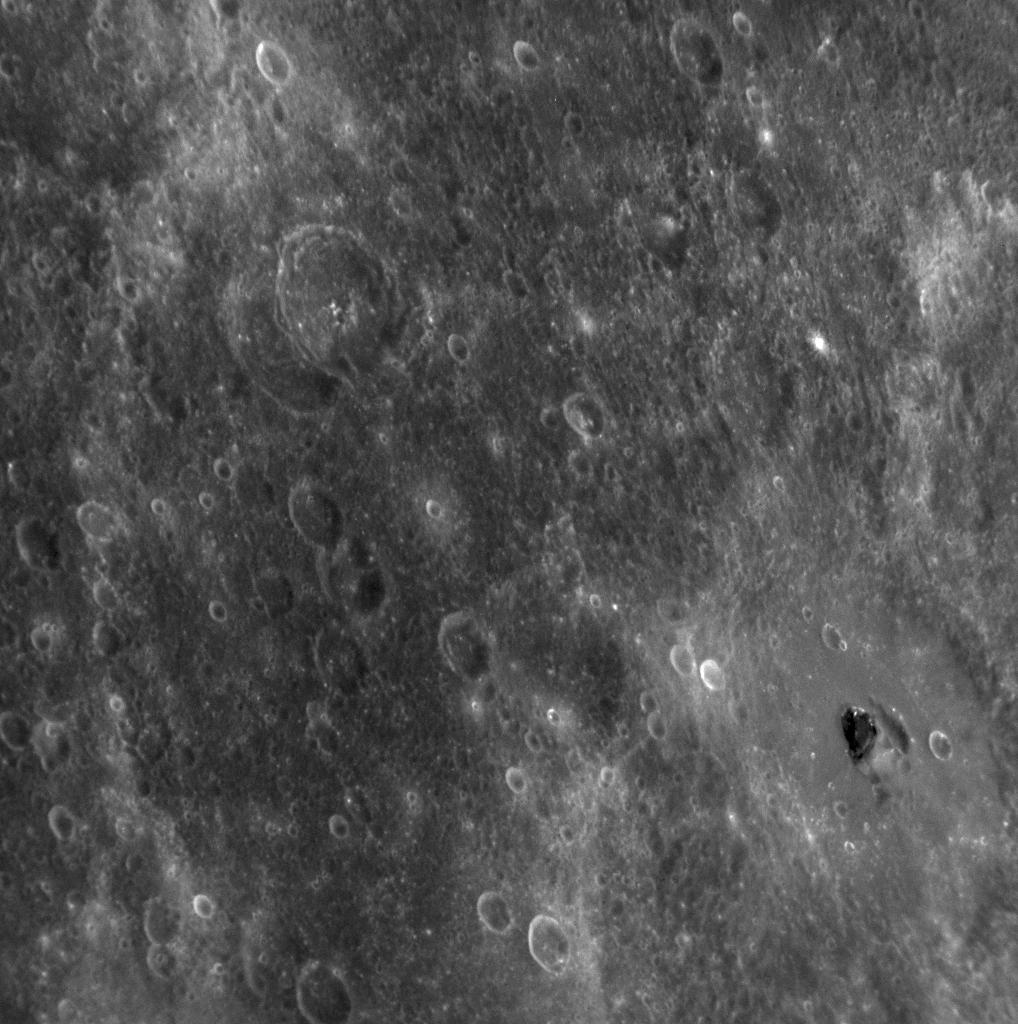
Một màng đất đá màu đen bất thường trên Sao Thủy.

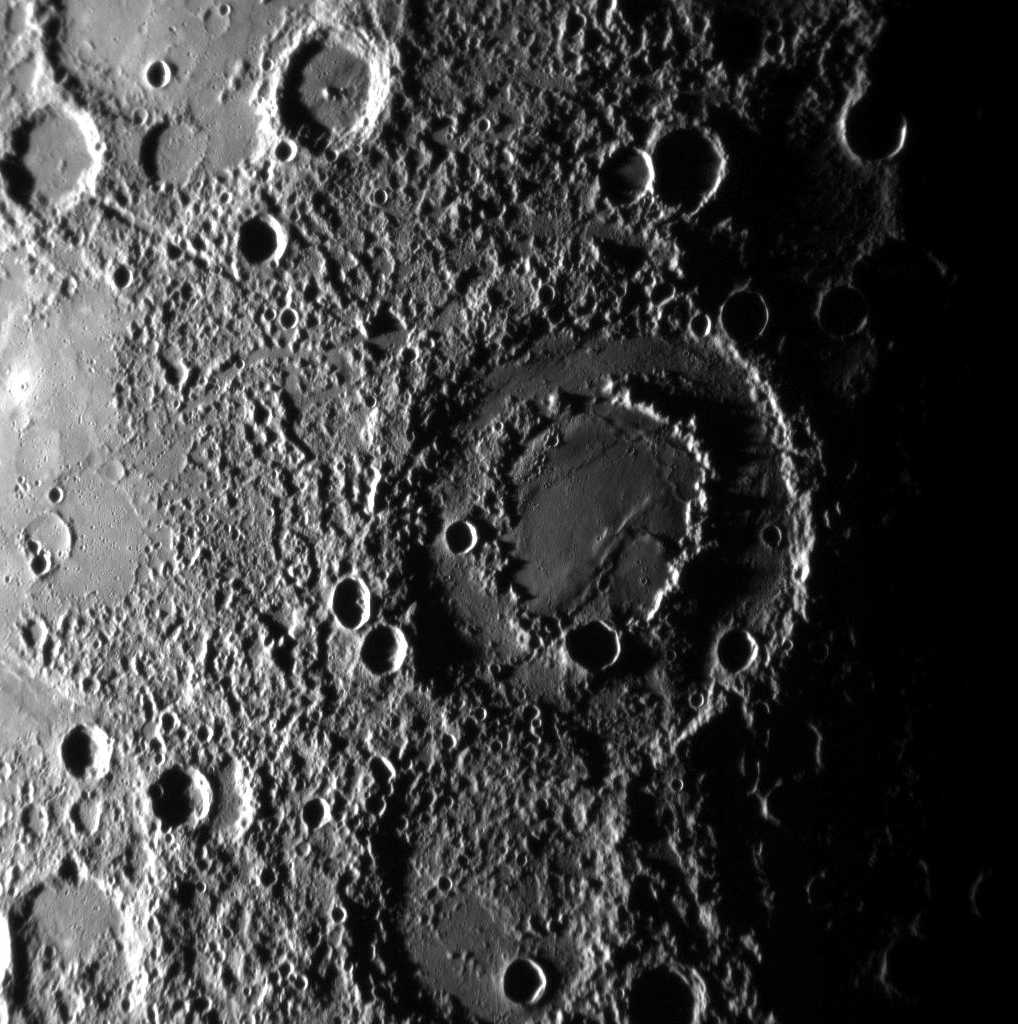
Một thung lũng có hai vành trên Sao Thủy.

Địa chất của Sao Thủy ít được hiểu rõ nhất trong các hành tinh cấu thành từ đất đá trong Hệ Mặt Trời. Điều này xuất phát phần lớn từ việc hành tinh này có khoảng cách quá gần với Mặt Trời, khiến việc tiếp cận nó bằng tàu vũ trụ về mặt kỹ thuật là đầy thách thức và các quan sát hành tinh này từ Trái Đất là rất khó khăn.
Bề mặt của Sao Thủy bị chi phối bởi các miệng núi lửa tác động, đá bazan và đồng bằng mịn, nhiều trong số đó là kết quả của núi lửa, tương tự như một số khía cạnh địa chất của Mặt Trăng, và các mỏ pyroclastic. Các đặc điểm đáng chú ý khác bao gồm các lỗ đất xuất hiện do nguồn gốc của các thung lũng được tạo thành từ macma, thường được gọi là các "hốc" đất, được cho là kết quả của các vùng đá magma bị sụp đổ, các kho chứa đá (có thể là băng) bên trong miệng núi lửa ở các cực của hành tinh này. Các núi lửa này được cho là không hoạt động về mặt địa chất từ rất lâu, bằng chứng mới cho thấy có thể vẫn còn một số mức độ hoạt động nhất định của chúng.
Mật độ của Sao Thủy cho thấy nó có thể có lõi giàu chất sắt, chiếm khoảng 60% khối lượng (75% bán kính). Đường xích đạo của Sao Thủy được dịch chuyển gần 20% bán kính của hành tinh về phía bắc, đây là tỷ lệ dịch chuyển lớn nhất của tất cả các hành tinh trong hệ. Sự thay đổi này có xu hướng tạo ra một hoặc nhiều lớp nóng chảy giàu sắt xung quanh lõi tạo ra hiệu ứng dynamo tương tự như của Trái Đất. Ngoài ra, sự chênh lệch lưỡng cực từ có thể dẫn đến bề mặt không đồng đều bị phong hóa bởi gió Mặt Trời, làm cho các hạt trên bề mặt bị đẩy vào trong không gian phía nam và vận chuyển chúng đến các thung lũng chứa mỏ đá ở phía bắc. Các nhà khoa học đang thu thập từ xa để xác định xem liệu điều này có hoàn toàn chính xác hay không.